# Фелікс Кардона Пуїг
Фелікс Кардона Пуїг (ісп. Félix Cardona Puig; 3 лютого 1903, Малґрат-да-Мар — 12 грудня 1982, Каракас) — венесуельський мандрівник і дослідник іспанського походження.
Закінчив Морську школу в Барселоні (1922), потім працював учителем у рідному місті. У 1927 році вирушив до Венесуели і впродовж понад 30 років займався картографічним, а потім і ботанічним дослідженням її важкодоступних районів. У перший же рік свого перебування в країні брав участь, зокрема, в експедиції до високогірного водоспаду Чурун, а в 1937 році брав участь в обох (травневому і жовтневому) польотах до водоспаду американського льотчика Джимі Ейнджела, які принесли цій пам'ятці природи світову популярність, внаслідок чого водоспад названо Анхель на його честь.
Почесний член Американського географічного товариства (1958).